# Schlimmer geht’s immer!
Schlimmer geht’s immer! (Originaltitel What’s the Worst That Could Happen?) ist eine US-amerikanische Filmkomödie aus dem Jahr 2001. Die Regie führte Sam Weisman, das Drehbuch schrieb Matthew Chapman anhand eines Romans von Donald E. Westlake. Die Hauptrollen spielten Martin Lawrence und Danny DeVito.

## Handlung
Der Dieb Kevin Caffery stiehlt ein Gemälde, welches Amber Belhaven gehört. Später bringt er das Gemälde zurück und gewinnt dadurch ihre Sympathie. Belhaven schenkt Caffery den Ring ihres Vaters.
Caffery und sein Bekannter Berger brechen etwas später beim Unternehmer Max Fairbanks ein. Dieser sollte eigentlich in dieser Zeit seine Finanzangelegenheiten regeln, stattdessen vergnügt er sich in seinem Haus mit einer jungen Frau. Fairbanks alarmiert die Polizei und Caffery wird verhaftet. Als die Polizei Caffery durchsucht und Belhavens Ring bei ihm findet, behauptet Fairbanks glaubhaft, der Ring wäre sein Eigentum, woraufhin die Polizei ihm den Ring übergibt.
Caffery versucht, den Ring zurückzubekommen. Er und Berger brechen in die Wohnung von Fairbanks in Washington, D.C. ein. Dort stehlen sie das Geld, mit dem Fairbanks einige Politiker bestechen wollte. Während sich Caffery und Berger noch in der Wohnung befinden, kommt Fairbanks nach Hause und es kommt zum Kampf zwischen Caffery und Fairbanks. Der Ring, den Caffery Fairbanks abnimmt, ist aber, wie sich später herausstellt, nicht derjenige, den Caffery von Belhaven erhalten hat.
Amber gewinnt den Ring zurück, indem sie sich als Masseurin ausgibt und so Zugang zu Fairbanks bekommt. In der letzten Szene sieht man, wie Caffery einen Anwalt spielt und Fairbanks hilft, mit den Politikern fertigzuwerden. Zum Spaß stiehlt er seine Uhr.

## Entstehung und Veröffentlichung
| Figur               | Darsteller             | Deutscher Sprecher       |
| ------------------- | ---------------------- | ------------------------ |
| Kevin Caffery       | Martin Lawrence        | Torsten Michaelis        |
| Max Fairbanks       | Danny DeVito           | Klaus Sonnenschein       |
| Alex Tardio         | William Fichtner       | Claudio Maniscalco       |
| Lutetia Fairbanks   | Nora Dunn              | Astrid Bless             |
| Amber Belhaven      | Carmen Ejogo           | Claudia Urbschat-Mingues |
| Onkel Jack          | Bernie Mac             | Tilo Schmitz             |
| Earl Radburn        | Larry Miller           | Roland Hemmo             |
| Walter Greenbaum    | Richard Schiff         | Norbert Gescher          |
| Ann Marie           | Ana Gasteyer           |                          |
| Auktionator         | Robin Brown            | Bodo Wolf                |
| Berger              | John Leguizamo         | Dietmar Wunder           |
| Galerieführerin     | Dana Wheeler-Nicholson | Katharina Koschny        |
| Gentleman im Club   | Jay Carney             | Andreas Müller           |
| Jordan C. Engel     | George Blumenthal      | Frank-Otto Schenk        |
| Maklerin            | Karen MacDonald        | Regine Albrecht          |
| Nachrichtensprecher | Kerry Kilbride         | Andreas Thieck           |
| Officer Overkraut   | Paul O’Brien           | Karl Schulz              |
| Richter Callahan    | Michael Mulheren       | Helmut Gauß              |
| Robert Richards     | Elliot Cuker           | Kaspar Eichel            |
| Shelly Nix          | Gregory J. Qaiyum      | Charles Rettinghaus      |
| Tracey Kimberly     | Sascha Knopf           | Angela Ringer            |
| Windham             | Lenny Clarke           | Michael Christian        |
| Gloria Sidell       | Glenne Headly          |                          |
| Edwina              | Siobhan Fallon         |                          |

Ursprünglich sollte Heath Ledger eine der Hauptrollen spielen. Danny DeVitos geringe Körpergröße ist das Ergebnis einer multiplen epiphysären Dysplasie, einer seltenen genetischen Störung, die das Knochenwachstum beeinträchtigt und auch als Fairbanks-Krankheit bekannt ist. Danny Devitos Figur in diesem Film heißt Max Fairbanks.
Das Produktionsbudget des Films betrugen 60 Millionen US-Dollar. In den Kinos der USA und Kanada spielte der Film rund 32,3 Millionen US-Dollar ein, an seinem Eröffnungswochenende rund 13 Millionen US-Dollar ein und belegte Platz 5 an den Kinokassen. Auf dem ausländischen Markt wurden etwa 6,2 Millionen US-Dollar eingespielt. Die weltweiten Gesamteinnahmen betragen rund 38,5 Millionen US-Dollar. In Deutschland verzeichnete der Film insgesamt 156.166 Kinobesucher. Der Film konnte die Erwartungen an den Kinokassen nicht erfüllen, der Film gilt als kommerzieller Flop.

## Kritiken
Schlimmer geht’s immer! erhielt ein schlechtes Presseecho, was sich auch in den Auswertungen US-amerikanischer Aggregatoren widerspiegelt. So erfasst Rotten Tomatoes größtenteils kritische Besprechungen und ordnet den Film dementsprechend als „Gammelig“ ein. Zusammenfassend heißt es dort: „Talentierte Darsteller werden durch ein uninteressantes Drehbuch voller unlustiger Gags vergeudet.“  Laut Metacritic fallen die Bewertungen im Mittel „Grundsätzlich Ablehnend“ aus. Eine von CinemaScore vorgenommene Umfrage unter US-amerikanischen Kinobesuchern ergab eine Durchschnittsnote von B, was der deutschen Schulnote 2 bzw. gut entspricht.
In der Zeitschrift Cinema 12/2001 wurde der Film als „braver Unfug“ mit „Kalauer-Dialogen“ und „halbgaren Slapstick“ bezeichnet. Lediglich die Darstellungen von Danny DeVito und Martin Lawrence wurden gelobt.
Im Filmdienst 25/2001 wurde das Ausbleiben der „subtilen Töne“ bemängelt. In der Zeitschrift TV Movie 26/2001 warf Birthe Dannenberg übertriebene Albernheit und die Bedienung zahlreicher Klischees vor, jedoch auch sie lobte die Arbeit der Hauptdarsteller.